# Змінний конденсатор

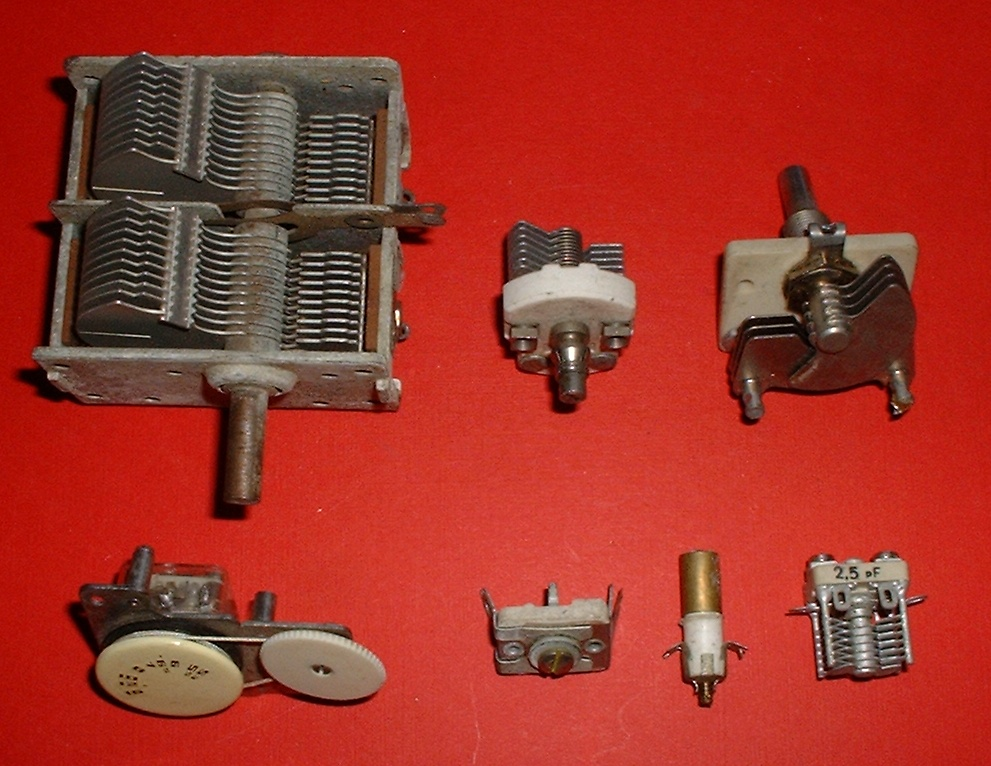
Різні типи конденсаторів змінної ємності з механічним керуванням

Конденсатор змінної ємності, КЗЄ — конденсатор, електрична ємність якого може змінюватися механічним способом, або електрично, під дією зміни напруги, або при зміні температури. Змінні конденсатори зазвичай застосовуються у коливальних контурах для зміни їх резонансної частоти — наприклад, у вхідних колах радіоприймачів, у підсилювальних каскадах і генераторах високої частоти, антенних пристроях. Ємність змінних конденсаторів зазвичай змінюється у межах від одиниць до декількох десятків або сотень пікофарад.

## КЗЄ з механічним керуванням
Змінні конденсатори з механічним керуванням ємністю поділяються на:
- Призначені для частої зміни ємності користувачем апаратури у процесі її експлуатації (наприклад, для налаштування приймача або передавача).
- Призначені для підлаштування (тримери, у радянській літературі до 1950-х р. називалися також напівзмінні), які регулюються відносно рідко, тільки при налагодженні апаратури. Конденсатори підлаштування зазвичай мають вужчий діапазон зміни ємності та іншу будову — у них немає необхідності забезпечувати високу зносостійкість, застосовувати якісні підшипники тощо.

Ці два види конденсаторів мають різні позначення на електричних схемах.
Дуже поширені блоки КЗЄ, що складаються з двох, трьох і більше секцій з однаковим або різним діапазоном ємностей, встановлених на одному валу. Вони застосовуються, коли потрібно забезпечити узгоджену перебудову декількох контурів, наприклад, вхідного фільтра, фільтра проміжної частоти і гетеродина у радіоприймачі. Нерідко у такий блок вбудовуються і кілька тримерів для точної підгонки ємності окремих секцій.
За залежністю ємності від кута повороту валу КЗЄ з механічним керуванням поділяються на:
- лінійні, у яких ємність пропорційна куту повороту;
- прямочастотні, які дають лінійну зміну резонансної частоти коливального контуру;
- прямохвильові, які дають лінійну зміну довжини хвилі.

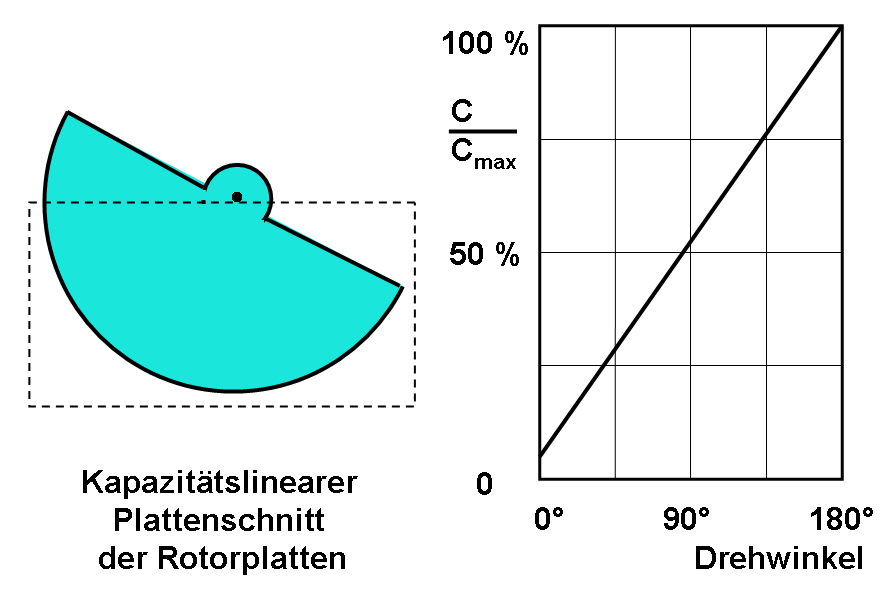
Форма пластин КЗЄ з лінійною зміною ємності
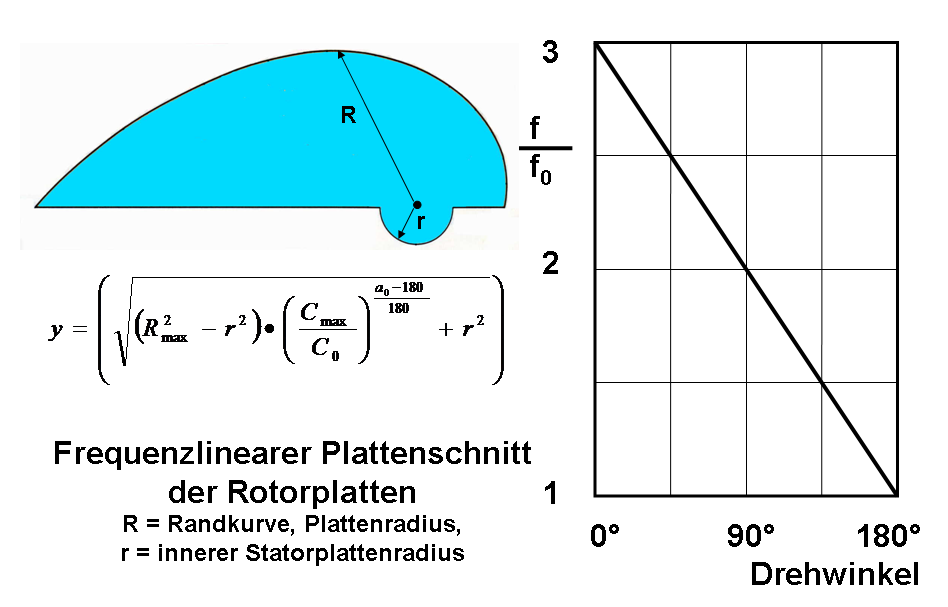
Форма пластин «прямочастотного» КЗЄ
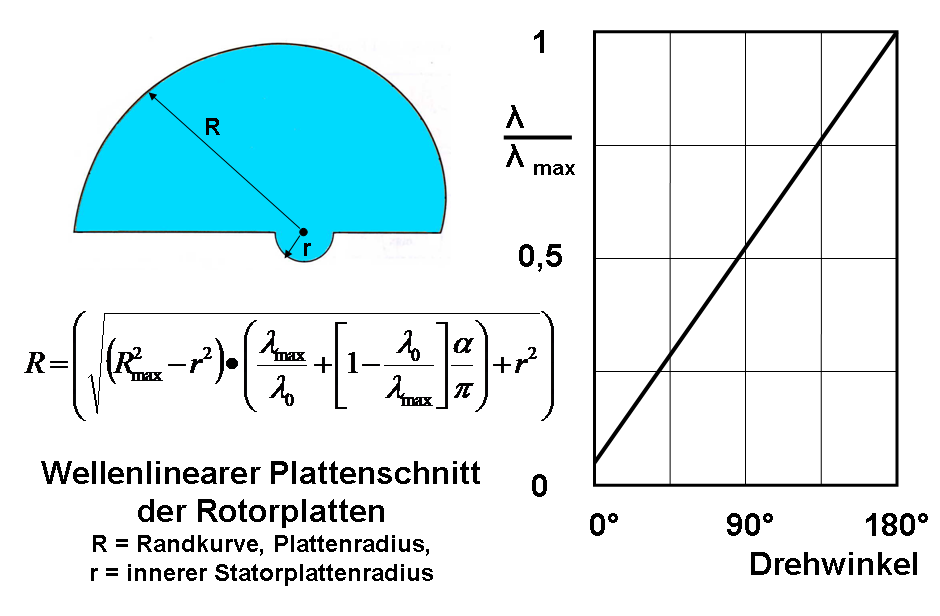
Форма пластин «прямохивльового» КЗЄ

## КЗЄ з електричним керуванням
Напівпровідниковий діод при прикладанні до нього зворотної напруги має на p-n переході нейтральний (збіднений) шар, товщина якого залежить від прикладеної напруги. Зміна товщини призводить до зміни ємності запертого p-n переходу і це явище можна використати для створення конденсатора змінної ємності. Діоди, конструкція яких оптимізована для такого використання, називаються варикапами.